# Hiszep-ratep
Hiszep-ratep (ok. 2275 p.n.e.) – władca Elamu, syn Luh-iszszana.
Gdy tron akadyjski objął Rimusz, syn Sargona Wielkiego, Hiszep-ratep zbuntował się przeciw niemu wraz ze swym sojusznikiem Abalgamaszem z Warahsze. Obaj zostali pokonani w wielkiej bitwie, a zwycięski Rimusz spustoszył i złupił ich kraje. W Nippur odkryte zostały naczynia wotywne z inskrypcją Rimusza opisującą jego elamicką kampanię. Los Hiszep-ratepa jest nieznany. 